# Правительство Бирляйн
Правительство Бирляйн (нем. Bundesregierung Bierlein) ― 48-е федеральное правительство Австрии, сформированное после краха первого правительства Себастьяна Курца после Ибица-гейта. Приведённое к присяге 3 июня 2019 года, правительство Бирляйн стало первым чисто технократическим правительством в истории Австрии, первым переходным правительством, сформированном после успешного вотума недоверия в парламенте и первым правительством, возглавляемым женщиной-канцлером, Бригиттой Бирляйн. Пост вице-канцлера занимал Клеменс Яблонер.
Кабинет был официально распущен 7 января 2020 года, и его сменило второе правительство Курца, в котором «Зелёные» сменили Партию свободы в качестве младшего партнера Народной партии по коалиции. Обе правительственные партии получили поддержку за счёт предыдущих партнёров Народной партии по коалиции на выборах в законодательные органы 2019 года.

## Предыстория
Первое правительство Курца было коалиционным, с участием консервативной Австрийской народной партией (ÖVP) и ультраправой Австрийская партия свободы (FPÖ). В мае 2019 года, после дела Ибицы, вице-канцлер и лидер Партии свободы Хайнц-Кристиан Штрахе и его заместитель Иоганн Гуденус подали в отставку со всех своих постов. Канцлер Народной партии Себастьян Курц призвал к новым выборам. Тем не менее, Курц обратился к федеральному президенту Александру Ван дер Беллену с просьбой дополнительно отстранить от должности министра внутренних дел от FPÖ Герберта Кикла. Это побудило всех других министров из FPÖ также уйти в отставку из своих министерств.
В результате это правительство Курца больше не поддерживалось большинством членов Национального совета и было снято в результате первого успешного вотума недоверия в истории республиканской Австрии. Президент Ван дер Беллен назначил Бригитту Бирляйн, тогдашнюю главу Конституционного суда, исполняющей обязанности федерального канцлера. В соответствии с австрийской конституцией она назначила остальных министров с одобрения президента.

## Значение
Хотя в Австрии есть президент, избираемый прямым голосованием, который имеет право назначать канцлером любого, кого он считает нужным, право Национального совета выносить вотум недоверия означает, что австрийским правительствам фактически по-прежнему требуется доверие и поддержка парламента, как и во всех чисто парламентских республиках. Несмотря на то, что коалиционные правительства в прошлом часто терпели неудачу, они обычно оставались у власти до тех пор, пока не было избрано и назначено следующее правительство. Технократическое правительство иногда упоминалось как возможная альтернатива коалиционным правительствам с их политическими пристрастиями, но, если не считать периодического назначения независимых экспертов в отдельные министерства, эта идея была отклонена как нереалистичная из-за вышеупомянутых требований доверия.
Отстранение Себастьяна Курца от должности стало первым случаем в истории Австрии, когда успешный вотум недоверия был вынесен против всего правительства сразу. Президент Ван дер Беллен был вынужден назначить новое правительство, но других возможных коалиций на тот момент появиться не могло, а новая дата выборов уже была назначена на конец сентября. Благодаря голосам оппозиции, в том числе свергнутой Партии свободы, они были даже перенесены на более позднюю дату, чем предлагала Народная партия Курца. Поэтому неудивительно, что Ван дер Беллен снова впервые в Австрии использовал свои полномочия для назначения независимого канцлера.
Бирляйн была первым канцлером, не связанным ни с одной из основных партий ― Австрийской народной партией и Социал-демократической партией Австрии. Она также была первой женщиной-канцлером и первым независимым канцлером, назначенным после успешно объявленного вотума недоверия.